# Загальноосвітня школа № 22 (Рівне)
Рівненська ліцей № 22 — загальноосвітня школа I—III ступенів № 22, розташована у Рівному.

## Історія
Почала функціонувати з 1 вересня 1974 року.
Відкриття школи безпосередньо пов'язано із забудовою північно-східної околиці міста Рівного (нині м-н Північний), де після заснування рівненського підприємства Льонокомбінату (потужного на той момент комбінату у сфері легкої промисловості) створювалась інфраструктура для його працівників. Унаслідок цього швидкими темпами розбудовувався новий мікрорайон. Незабаром на місці пустиря простягнувся новий проспект — центральна магістраль мікрорайону (нині проспект Князя Романа), на якому у швидкому темпі будувалися нові житлові будинки, жителі яких потребували відкриття нової школи. Першим директором навчального закладу став Симанович Борис Якович.

## Структура та технічне забезпечення
У школі діє:
- 36 кабінетів (з них атестовано — 17)
- 3 майстерні
- 1 спортивна зала
- психологічна служба (практичний психолог)
- працює логопед

## Навчання

### Профільне навчання
- Українська філологія — 10, 11 класи
- Математичний — 10, 11 класи
- Технологічний — 11 клас

### Поглиблене вивчення
- Математика — 8, 9 класи
- Українська мова та література — 8, 9 класи

### Гурткова робота
- Літературний;
- Технічне моделювання;
- Хоровий;
- Музичний (хор, ансамбль);
- Туристсько-краєзнавчий;
- Юні інспектори руху «Безпечне колесо»;
- Юні пожежники;
- Юні друзі природи;
- Юні квітникарі;
- Юний художник;
- Я — громадянин України;
- Юна майстриня;
- Юна вишивальниця;
- Рівний — рівному;
- Драматичний гурток;
- Шкільний пресцентр.